# 手根管症候群
手根管症候群（しゅこんかんしょうこうぐん、Carpal tunnel syndrome:CTS）とは、手根管（腱と神経が通っている手首内の管）の中を走る正中神経が何らかの原因で手根管内圧が上がり、圧迫されて引き起こされる疾患群のこと。

## 歴史
1900年頃より提唱がなされている。病理学的解明は、1960年代頃にアメリカ合衆国のクリーブランド病院で整形外科部長を務めていたジョージ・ファレンによってなされている。

## 病因
多くは特発性であるが、以下の関連は指摘されている。
- 職業性
  - アメリカ労働省職業安全衛生管理局 (OSHA) による調査にて、反復作業労働に生じることが多いという報告がなされている。
- 外傷性
  - 事故による手首の強い圧迫・深い切創・骨折などにより、正中神経が損傷を受けた場合に発生する。
- 下記の合併症として発症する例もある。
  - 甲状腺機能低下症
  - 関節リウマチ
  - 先端巨大症
  - 腫瘍

## 症状
薬指の中指側半分・中指・人差し指・親指に痺れが生じる。薬指の小指側半分・小指には痺れが生じないのが特徴（こちらは肘部管症候群になる）。特に夜間や就眠時に症状が悪化する傾向がある。

## 所見
- チネル徴候 (Tinel's sign)
  - 前腕手首よりの腹側を軽く叩き正中神経を刺激すると、しびれが人差し指・中指に放散する（感度23-60%、特異度64-87%）。
- ファレンテスト (Phalen maneuver)
  - 手首を屈曲させ、しばらくすると症状が増悪する（感度10-91%、特異度33-86%）。
- 第2指と比べ、第5指の痛覚閾値が低い。
- Hand diagram=患者に症状がある部位を詳細に図に書いてもらい、それが正中神経支配域に一致していること[1]（感度64%、特異度73%）。

## 治療
進行がひどい場合には外科手術が必要になる。鍼灸治療としては大陵穴に局所治療を行う。